# Антропонозы
Антропоно́зы, антропоно́зные инфе́кции (от др.-греч. ἄνθρωπος «человек» + греч. νόσος «болезнь») — группа инфекционных и паразитарных заболеваний, возбудители которых способны паразитировать в естественных условиях только в организме человека.
Сохранение возбудителей антропоноза как биологического вида обусловлено непрерывностью процесса их перехода от зараженного человека к восприимчивому лицу. Это обеспечивается эволюционно сформировавшимся механизмом передачи, являющимся основой эпидемического процесса. Основной особенностью распространения антропоноза является то, что источником инфекции может быть только зараженный человек. Существование возбудителей антропоноза как биологического вида обеспечивается постоянным естественным отбором (селекция) циркулирующих среди населения штаммов и временем пребывания возбудителя в организме зараженного человека (достаточным для реализации механизма передачи) вплоть до завершения инфекционного процесса (выздоровление, гибель).
Антропоноз чаще протекают менее остро, чем зоонозы, вплоть до клинически бессимптомных форм, и в большинстве случаев сопровождаются более низкой летальностью.
Существует два пути эволюции возбудителей антропоноза. Одни возбудители, напр, малярии, шигеллезов, принесены человеком от далеких предков и, следовательно, эволюционировали вместе с ним. Другие адаптировались к организму человека на той стадии его развития, когда контакт его с представителями животного мира, а отсюда и интенсивный обмен микрофлорой, в частности кишечной, приобрел постоянный характер, то есть в период одомашнивания диких животных. Об этом свидетельствует наличие возбудителей инфекционных болезней синантропных животных (S. Abortus equi, S. Pullorum и др.), синантропных животных и человека (Salmonella Enteritidis, Salmonella Typhimurium и др.) и, наконец, только человека (S. Typhiabdominalis), относящихся к одному роду Salmonella. Возбудители антропоноза являются, по-видимому, более поздним продуктом эволюции патогенных микроорганизмов, чем более древние возбудители зоонозов.
Источником возбудителей инфекции при антропонозах являются только люди — больные или носители возбудителей инфекции (или инвазии); при некоторых антропонозах (например, при кори, ветряной оспе) источником возбудителей инфекции является только больной человек. К ним относятся: брюшной тиф, капельные инфекции (дифтерия, корь, скарлатина), дизентерия, холера, сыпной тиф, малярия, натуральная оспа.
Выделяют два пути возникновения антропоноз:
- эволюционировавший с человеком от далеких предков (малярия)
- приобретенный в период одомашнивания животных[1].